# Gborogboro
Gborogboro är hos lugbarafolket i Uganda och Kongo-Kinshasa i Afrika den första manliga varelsen på jorden, medan den första kvinnliga varelsen hette Meme. De båda sattes på jorden av skaparen Adronga 'ba o'bapiri. Gborogboro representerar himlen, medan Meme är jorden.